# USS LST-701
O USS LST-701 foi um navio de guerra norte-americano da classe LST que operou durante a Segunda Guerra Mundial.